# Krouna

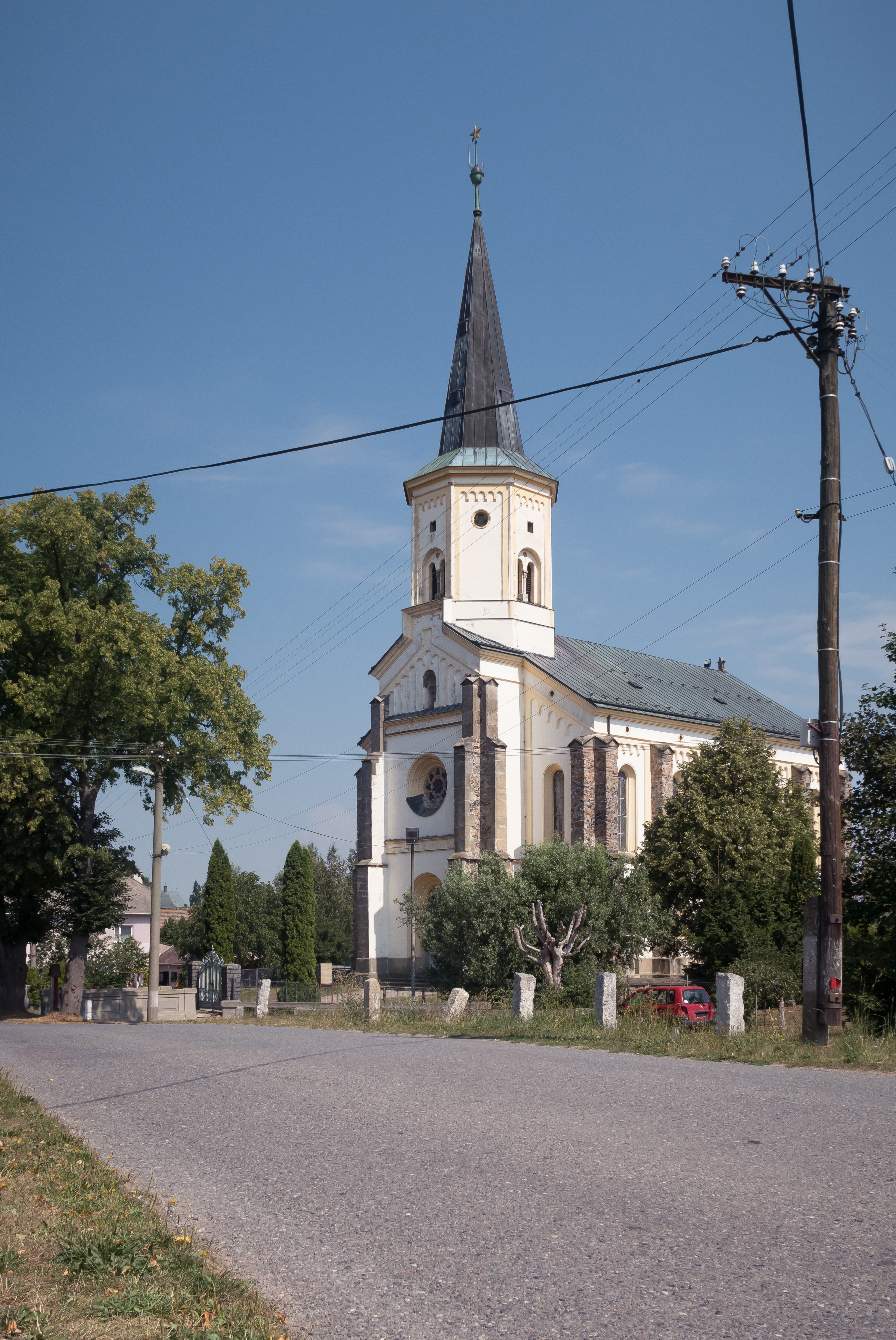
Reformierte Kirche in Krouna

Krouna (deutsch Krauna) ist eine Gemeinde in Tschechien. Sie liegt neun Kilometer östlich von Hlinsko und gehört zum Okres Chrudim.

## Geographie
Krouna erstreckt sich nördlich der Saarer Berge entlang des Baches Krounka. Südlich erhebt sich der Kořenný kopec (667 m). Das Dorf wird von der Staatsstraße I/34 zwischen Hlinsko und Polička durchquert, die zugleich die Nordgrenze des Landschaftsschutzgebietes Žďárské vrchy bildet. Östlich verläuft die Eisenbahnstrecke Svitavy – Žďárec u Skutče, an der sich am Rande des Dorfes eine Bahnstation und eine Haltestelle befinden.
Nachbarorte sind Hesiny und Lešany im Norden, Otradov und Česká Rybná im Nordosten, U Zrůstů, Vápenky und Rychnov im Osten, Pec, Porostliny, Pešasova Háj und Pustá Kamenice im Südosten, Svratouch, Chlumětín und Paseky im Süden, Filipov, Bahna, Dědová und Humperky im Südwesten, Kladno und Oldřiš im Westen sowie Pokřikov im Nordwesten.

## Geschichte
Die erste schriftliche Erwähnung von Grunaw superior erfolgte zwischen 1349 und 1350, als Erzbischof Ernst von Pardubitz im Bistum Litomyšl Dekanate errichten ließ. Der Ort war ein typisches Hufendorf aus der Zeit der deutschen Kolonisation. Grunaw superior gehörte dabei, wie auch Grunaw inferior zum Dekanat Mauth. Untertänig war das Dorf zur Herrschaft Richenburg. Unter Bischof Johann Očko von Wlašim wurde die Pfarre in Grenna erneut erwähnt. In den Jahren 1392 bis 1544 wurde das Dorf mehrfach im Zuge von Einschreibungen in der Landtafel erwähnt.
Während der Hussitenkriege setzte der Grundherr Jan Pardus von Vratkov einen Utraquisten als Pfarrer ein. 1620 erlosch die Pfarre in Grunaw superior und wurde an Skutsch, ab 1673 an Hlinsko und ab 1677 wiederum an Skutsch angeschlossen. 1737 entstand die Pfarre Krouna mit den Pfarrorten Oldříš, Humperky, Čachnov, Ruda, Otradov und Pustá Kamenice. Im 19. Jahrhundert begann die Fertigung von Holzspielwaren. 1833 hatte Krauna 1353 Einwohner und bestand aus 224 Häusern. Im Ort bestanden fünf Mühlen, eine Brettsäge, ein Herrenhof, fünf Schänken, eine Schäferei und ein Forsthaus.
Nach der Aufhebung der Patrimonialherrschaften bildete Krouna ab 1850 eine Gemeinde im politischen Bezirk Hohenmauth. 1897 erhielt das Dorf nach der Vollendung der Lokalbahn Zwittau–Polička–Skutsch einen Eisenbahnanschluss. 1949 wurde die Gemeinde dem Okres Hlinsko und 1961 dem Okres Chrudim zugeordnet. 1976 wurden Čachnov, Františky, Oldřiš, Rychnov und Ruda eingemeindet. Am 24. Juni 1995 ereignete sich beim Bahnhalt Krouna zastávka ein Eisenbahnunglück. Bei der Kollision eines Triebwagens mit drei vom Bahnhof Čachnov abgerollten Güterwagen starben 19 Menschen.

## Gemeindegliederung
Die Gemeinde Krouna besteht aus den Ortsteilen Čachnov (Czachnow), Františky (Franzensdorf), Krouna (Krauna), Oldřiš (Woldrisch), Ruda und Rychnov (Richnow) sowie den Ansiedlungen Pešasova Háj, Porostliny, U Zrůstů und Vápenky.

## Sehenswürdigkeiten
- katholische Pfarrkirche des Erzengels Michael, die aus dem 14. Jahrhundert stammende Kirche erhielt ihre barocke Gestalt beim Umbau in den Jahren 1770–1773.
- protestantische Kirche, das neoromanische Bauwerk mit einem 52 m hohen Turm entstand 1891 an Stelle einer 1784 errichteten hölzernen Bethalle nach Plänen von Franz Schmoranz.
- Denkmal für die Opfer des Eisenbahnunglücks

## Persönlichkeiten
- Gustav Roger Opočenský (1881–1949), Schriftsteller